# Malberg, Bitburg-Prüm
Malberg là một đô thị thuộc huyện Bitburg-Prüm, bang Rhineland-Palatinate, Đức.